# Mitfahrbank

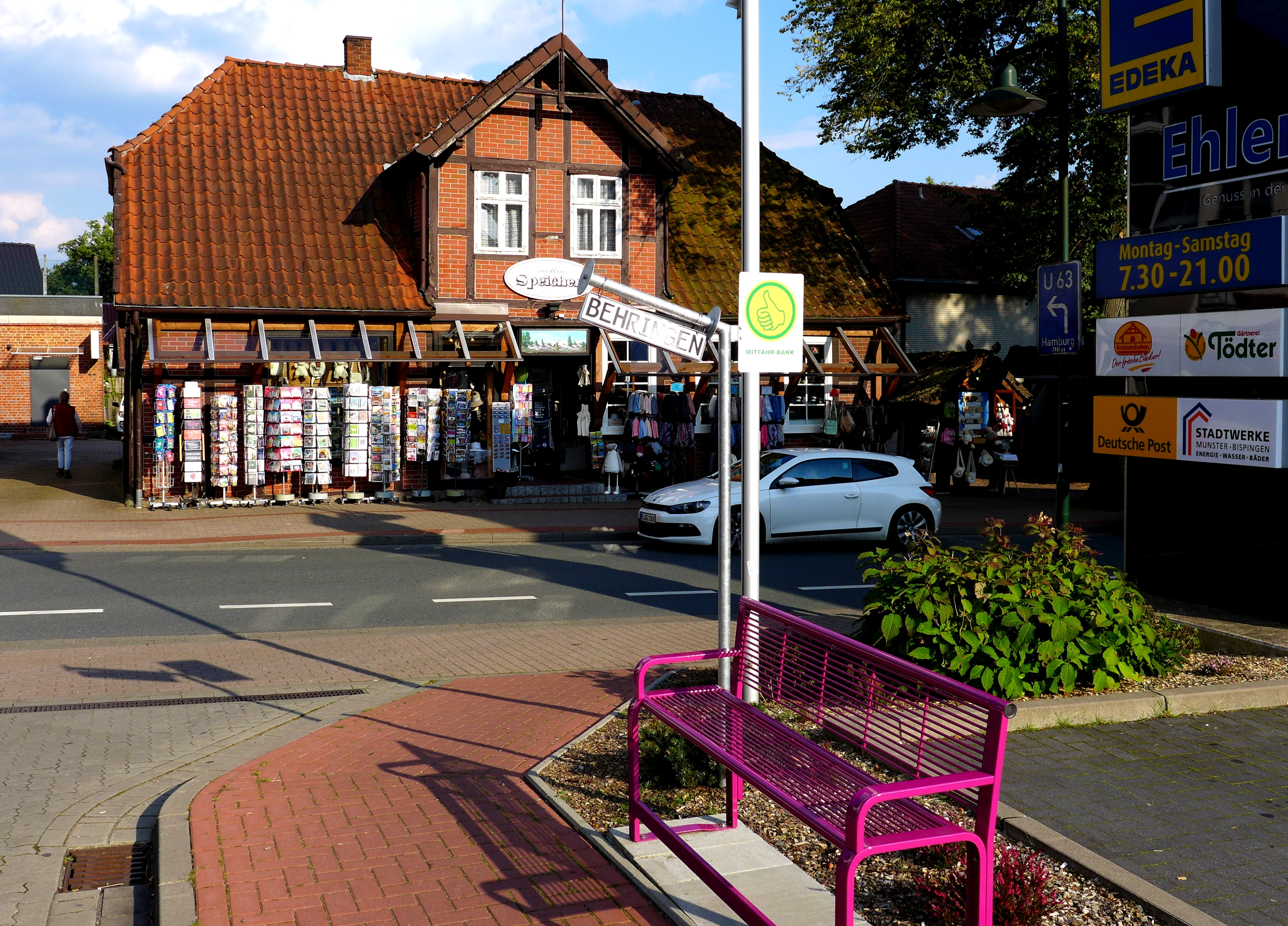
Mitfahrbank in Bispingen

Eine Mitfahrbank, Mitfahrerbank (in der Schweiz ugs. meist Mitfahrbänkli) ist eine im öffentlichen Raum aufgestellte Sitzbank mit einem besonderen Zweck: Durch das Platznehmen auf dieser Bank signalisieren die Wartenden, dass sie auf eine spontane, kostenlose Mitfahrgelegenheit im PKW zu einem bestimmten Ziel hoffen.

## Beschreibung
Im Jahr 2014 wurden in Speicher (Eifel) die ersten Mitfahrbänke aufgestellt. Die Idee wurde seitdem in weiteren deutschen Städten und Gemeinden aufgegriffen. In Gegenden oder Zeiträumen mit längeren Taktzeiten im öffentlichen Personennahverkehr soll auf diese Weise die Mobilität von Menschen ohne Auto (Jugendliche, Ältere usw.) verbessert werden. Auch die bessere Vernetzung von Ortsteilen untereinander und mit dem Hauptort ist ein Beweggrund für Gemeinden, dieses Konzept zu verfolgen. Als Teil eines neuen Mobilitätskonzepts soll mit den Mitfahrerbänken auch ein Beitrag zum Umweltschutz geleistet werden, da viele Fahrzeuge häufig mit nur einem Fahrer besetzt sind.
Die Europäische Union fördert derartige Projekte im ländlichen Raum über ihr Maßnahmenprogramm LEADER.
Die aus Metall oder Holz gefertigten Bänke werden in der Regel an viel befahrenen Straßen in der Nähe von vorhandenen Bushaltestellen bzw. Haltebuchten aufgestellt.
Charakteristisch ist eine auffällige Farbgebung und Beschilderung, die von Ort zu Ort sehr unterschiedlich ausfallen kann.
An einigen Standorten ermöglichen außerdem große herausklappbare oder herausschiebbare Schilder mit Ortsnamen, den näher kommenden Autofahrern den gewünschten Zielort deutlich zu signalisieren. Im Landkreis Tuttlingen wurde eine App für Smartphones entwickelt, mit der die Standorte der „Mitfahrbänkle“ in der Region abgerufen werden können.
Auch in Österreich gibt es zahlreiche Mitfahrbänke, insbesondere in Niederösterreich und Tirol. Das österreichische Bundesministerium für Nachhaltigkeit und Tourismus wirbt im Rahmen seiner Klimaschutzinitiative klimaaktiv für die Einführung von Mitfahrbänken. Das von Carmen Brucic initiierte Tiroler Netzwerk MobilitäterInnen veröffentlichte im Jahr 2018 ein Handbuch für eine erfolgreiche Einführung von Mitfahrbänken.
Mitfahrbänke werden auch in der Deutschsprachigen Gemeinschaft in Belgien eingesetzt.

## Wissenschaftliche Einordnung
In einer Studie der Hochschule RheinMain Wiesbaden zusammen mit der Frankfurt University of Applied Sciences von 2019 wird konstatiert, dass die Nutzung der Mitfahrbänke eher gering ausfällt, wenngleich die grundsätzliche Idee von den Stakeholdern tendenziell positiv bewertet wird. In einer Befragung in der Stadt Taunusstein wurden als Gründe für die Nichtnutzung vor allem hinreichende Mobilitätsalternativen (Auto, ÖPNV) und eine befürchtete Unzuverlässigkeit des Systems Mitfahrbank genannt.

## Fotogalerie

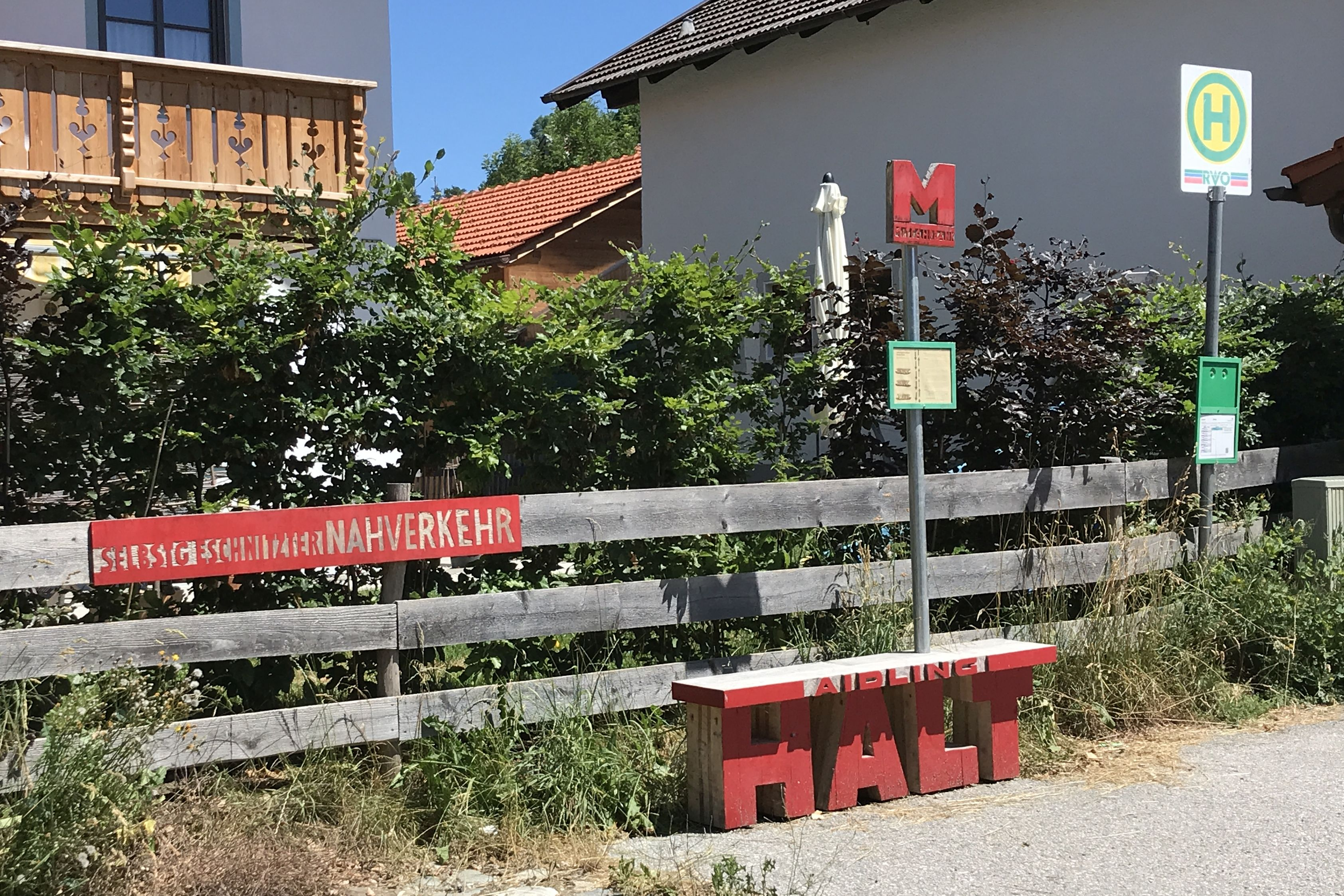
Mitfahrbank des selbstgeschnitzten Nahverkehrs in Aidling
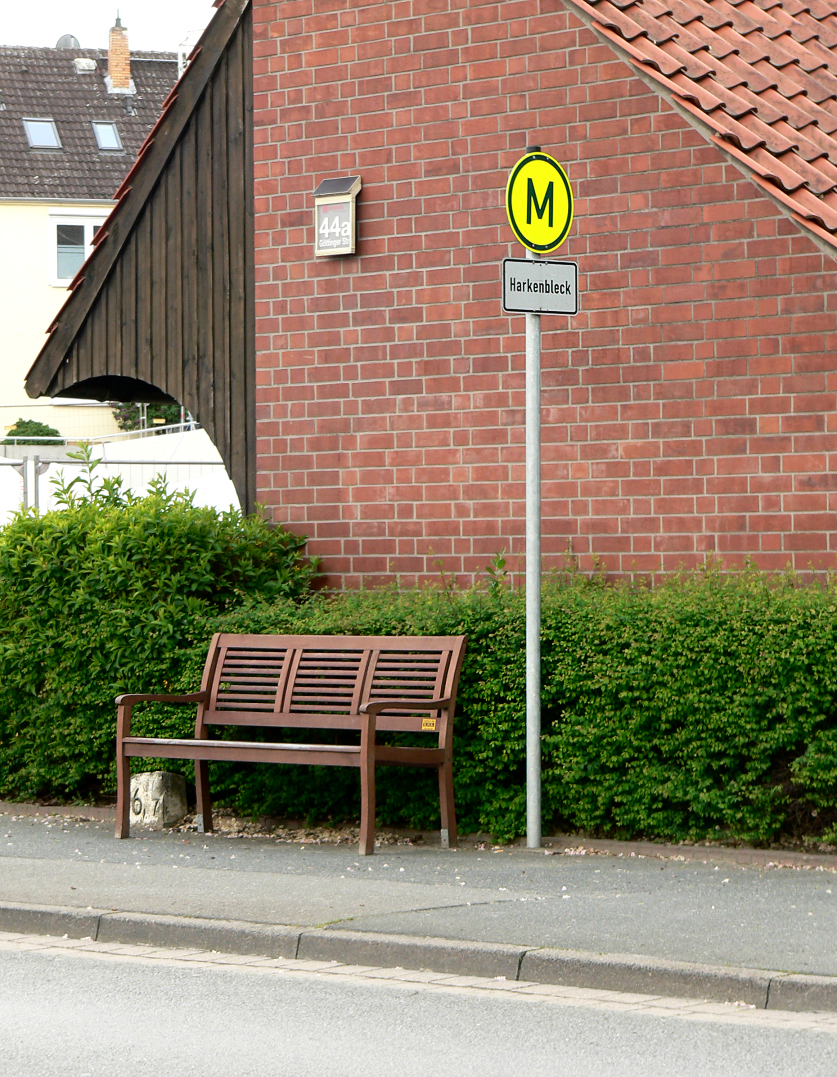
Mitfahrbank in Arnum
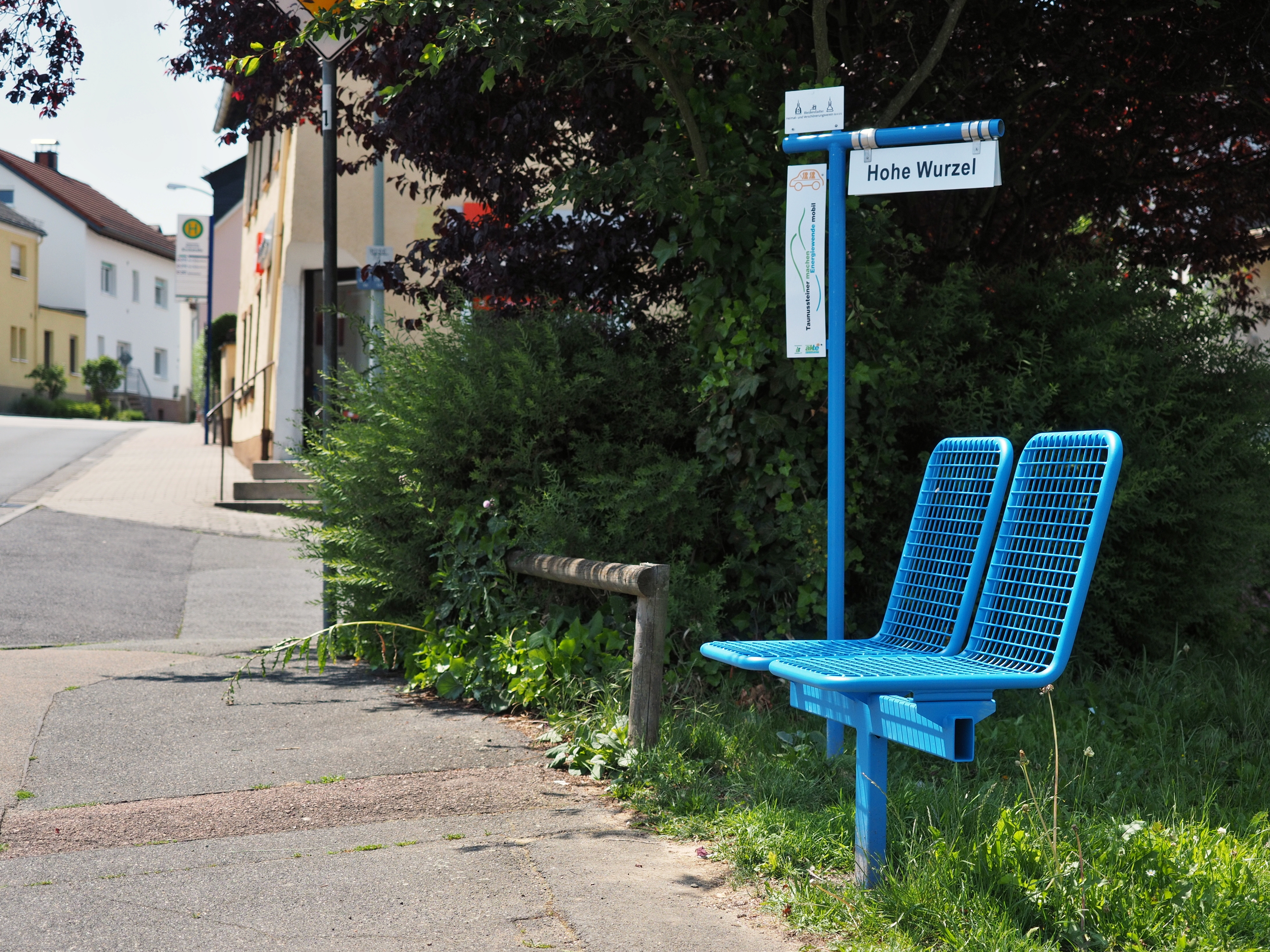
Mitfahrbank in Bleidenstadt
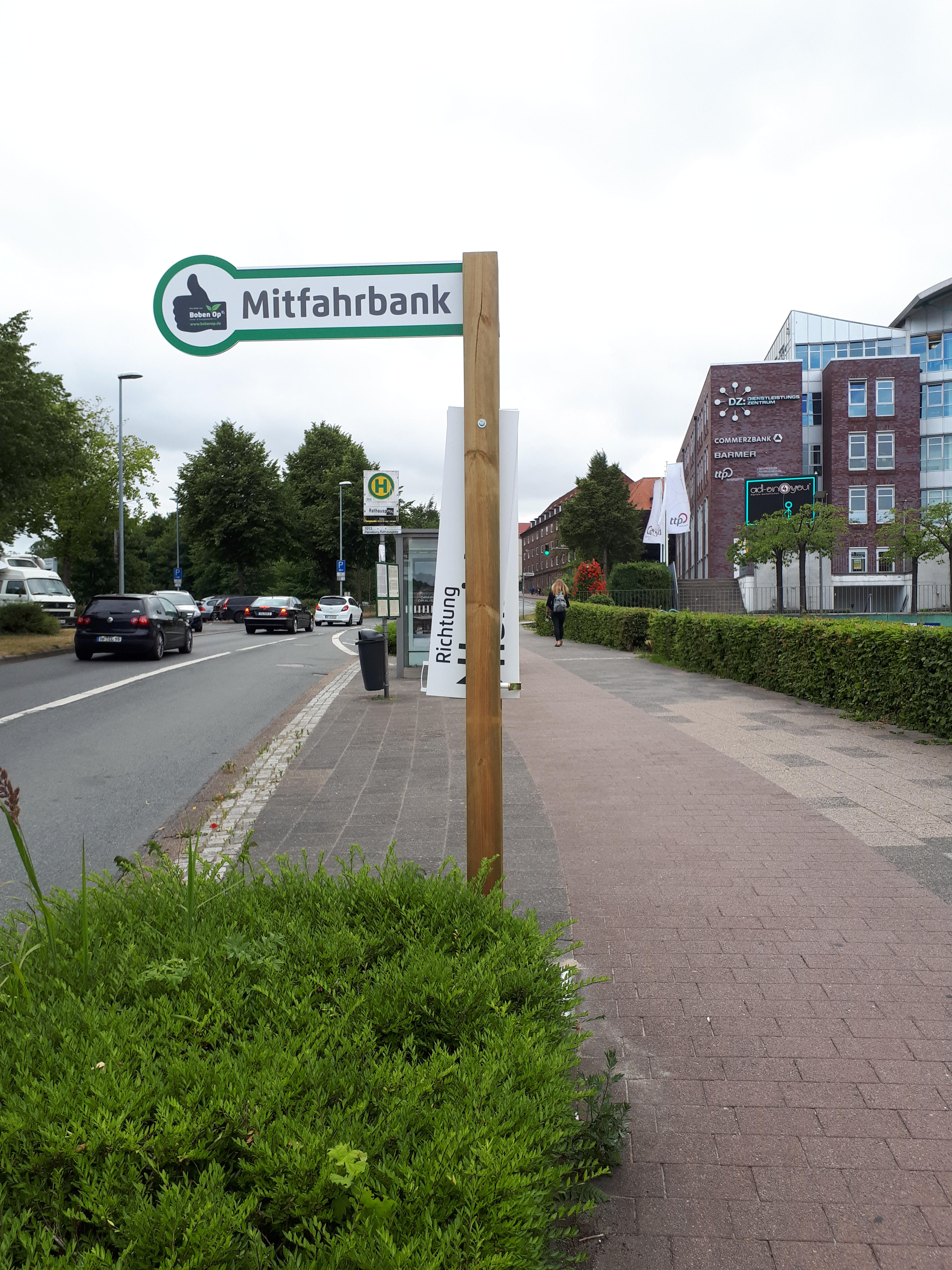
Mitfahrbank in Flensburg
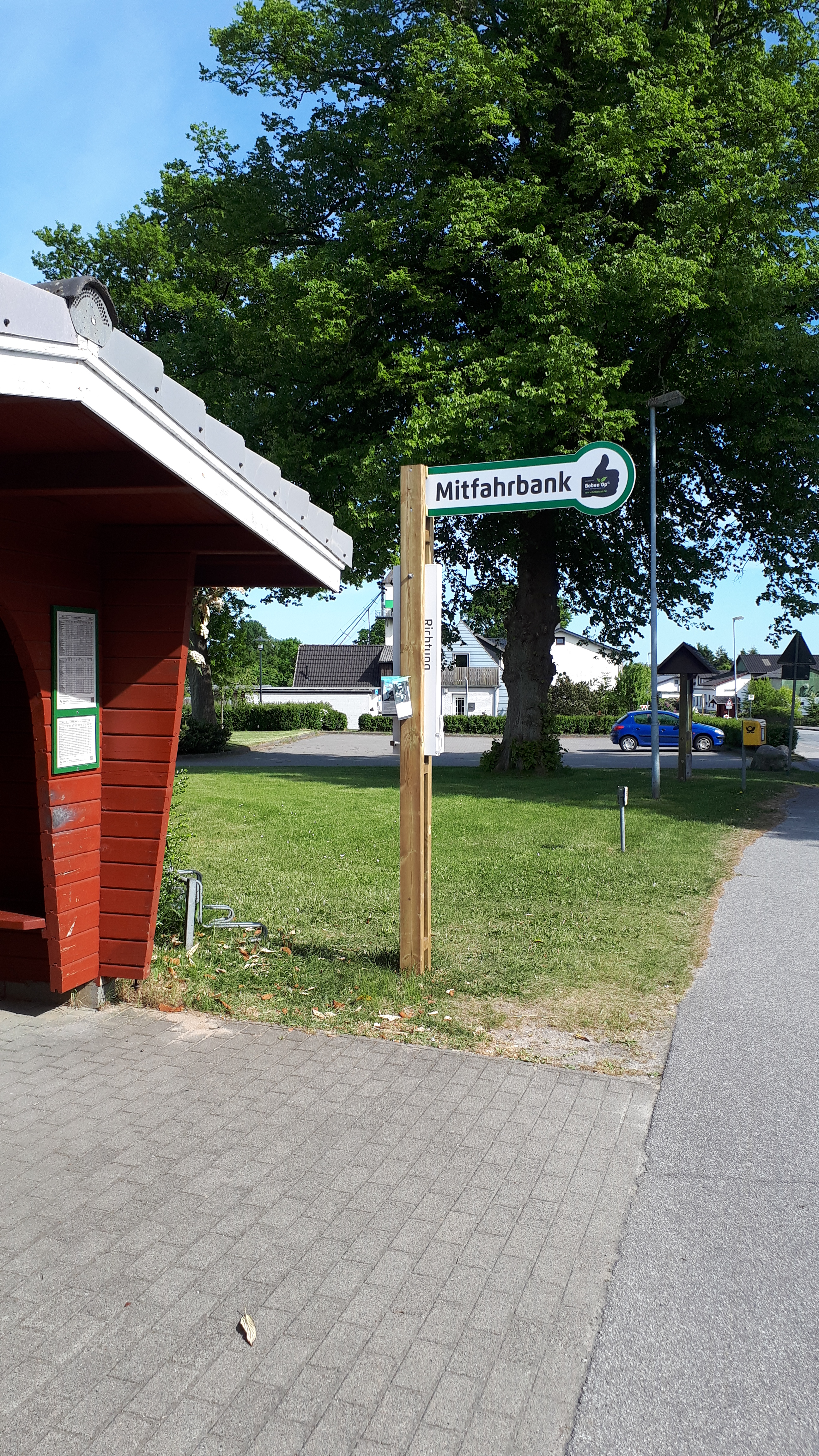
Mitfahrbank in Freienwill
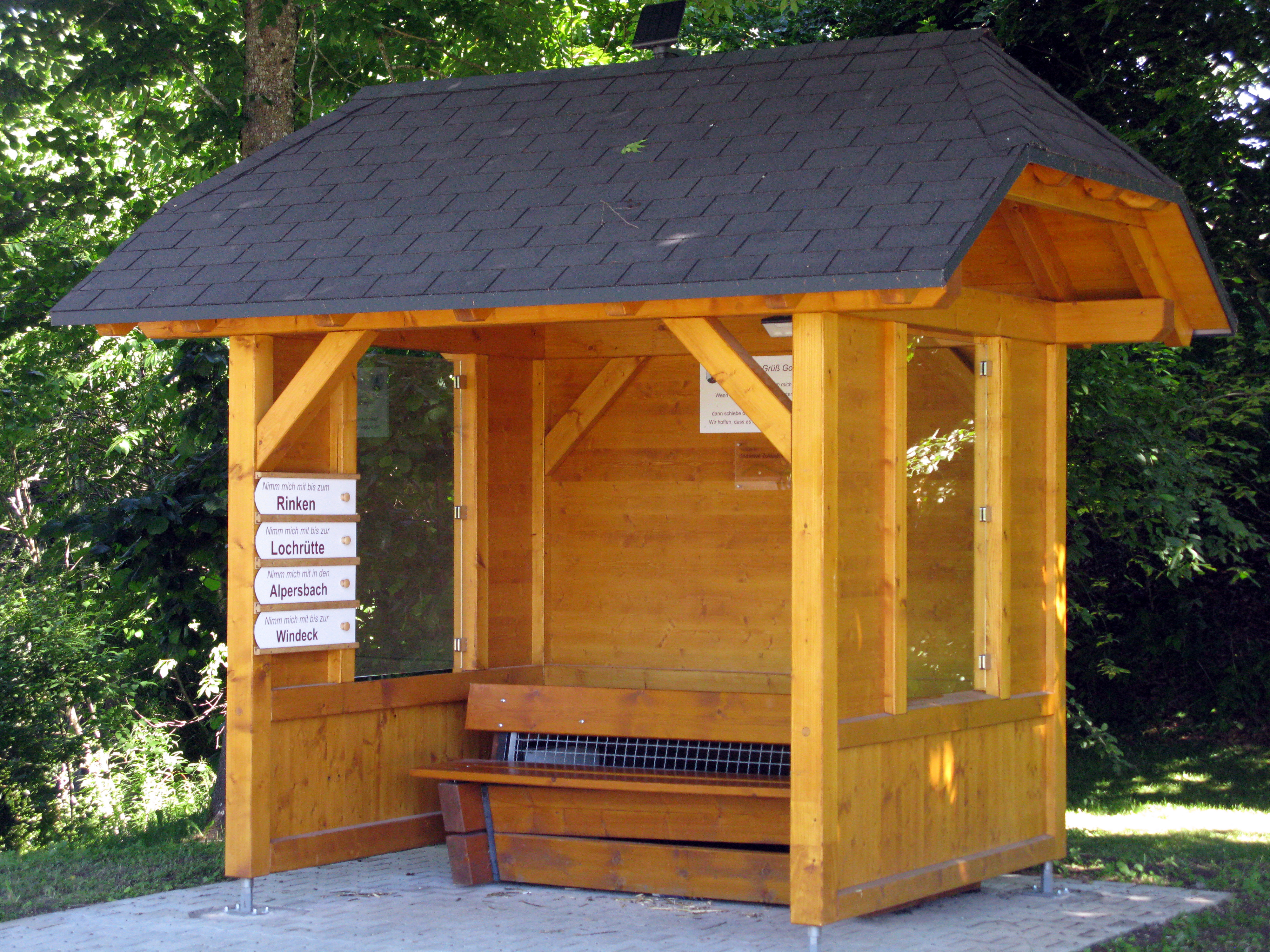
Nimm-mich-mit-Häusle in Hinterzarten
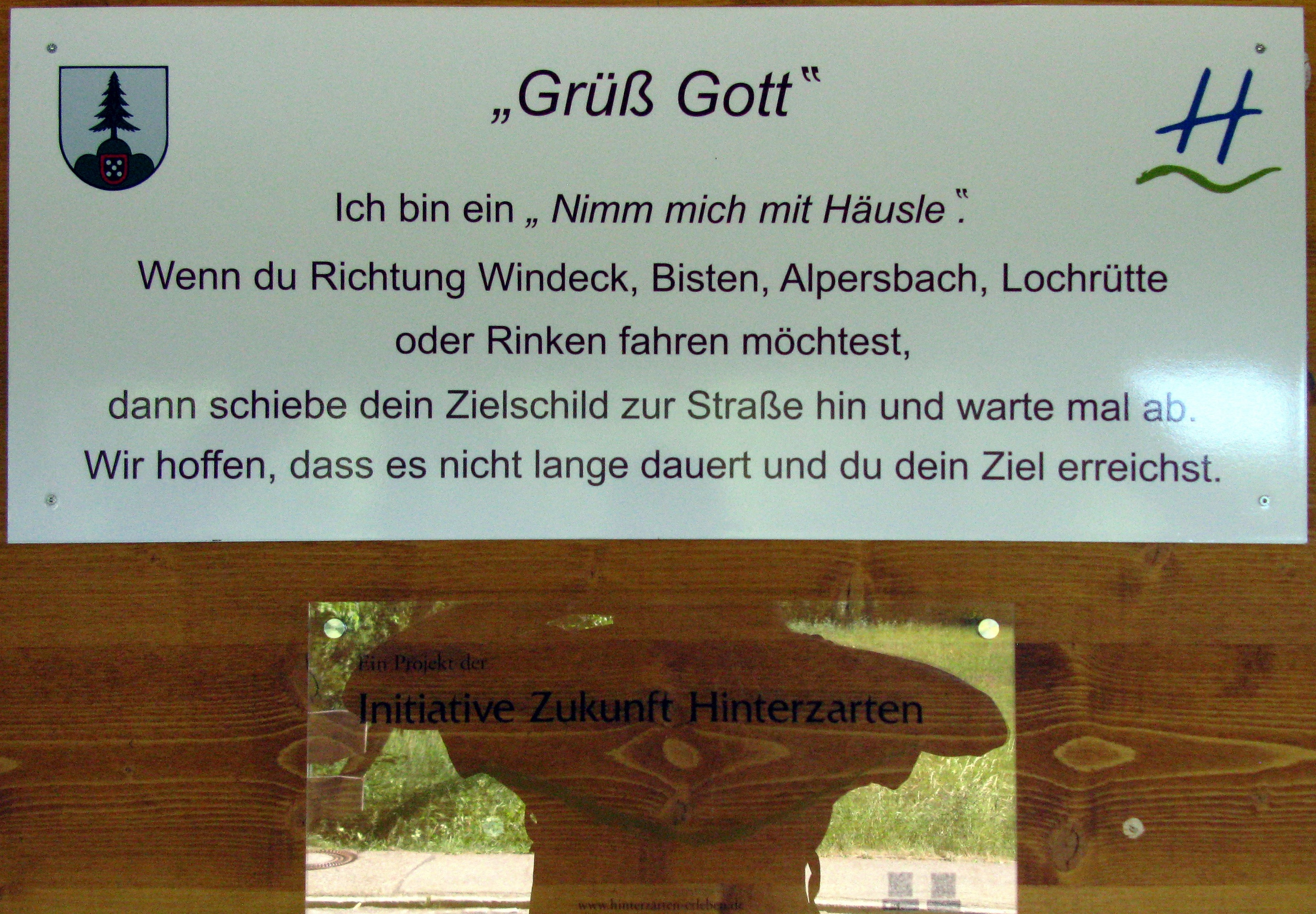
Tafel mit Erläuterungen am Nimm-mich-mit-Häusle in Hinterzarten
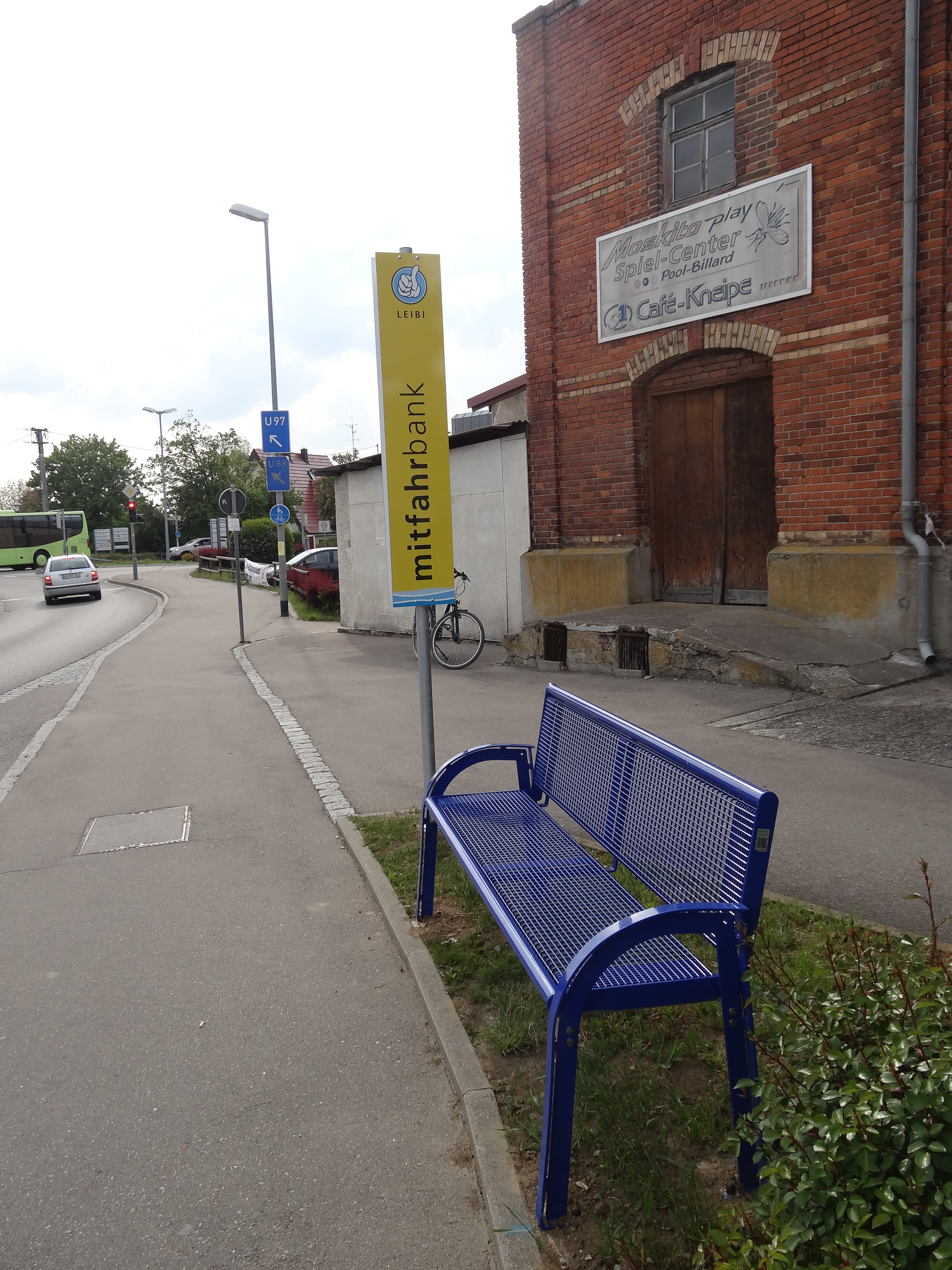
Mitfahrbank in Nersingen
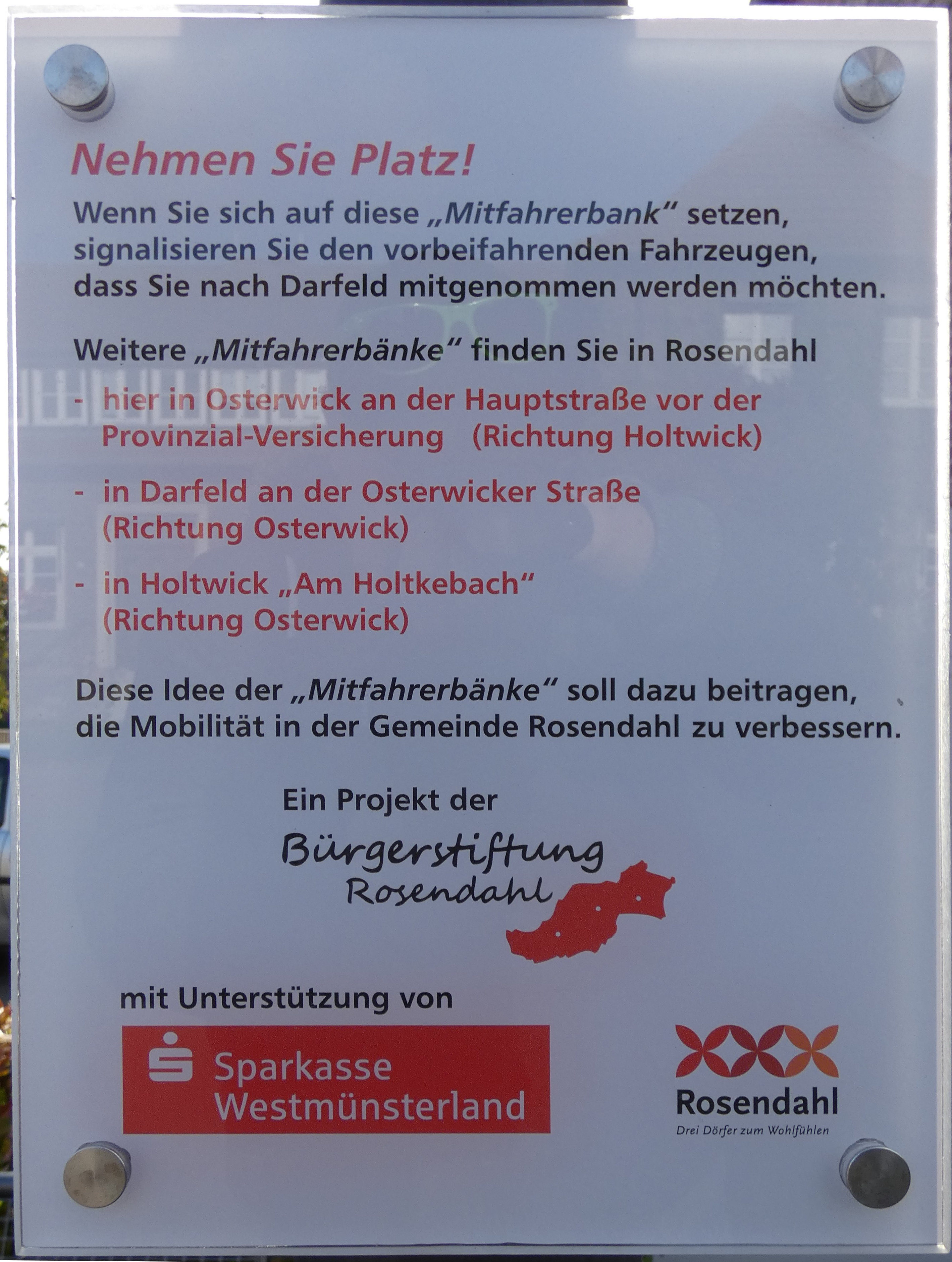
In Osterwick sind ebenfalls Erläuterungen vorhanden.
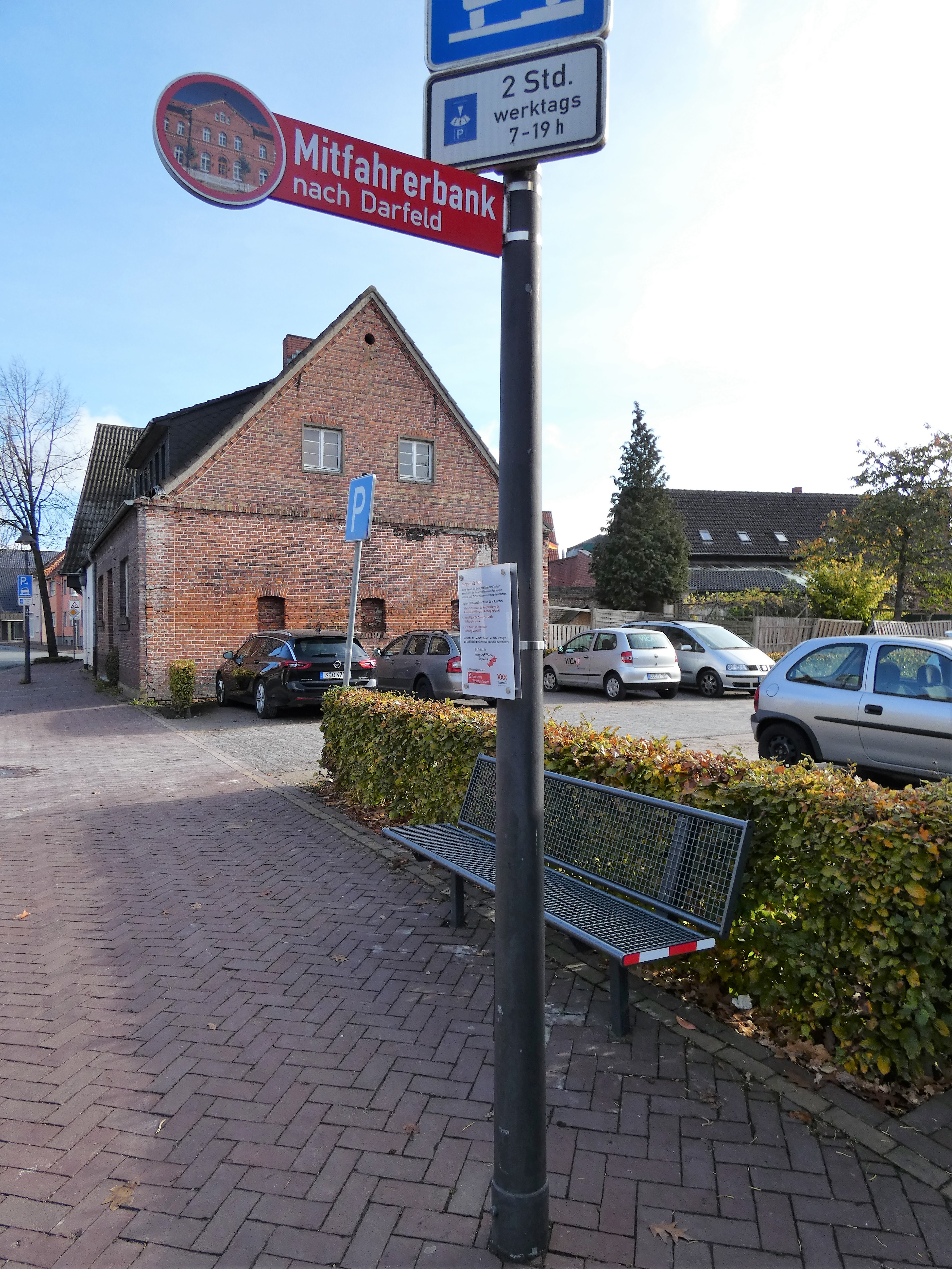
Mitfahrbank in Rosendahl-Osterwick
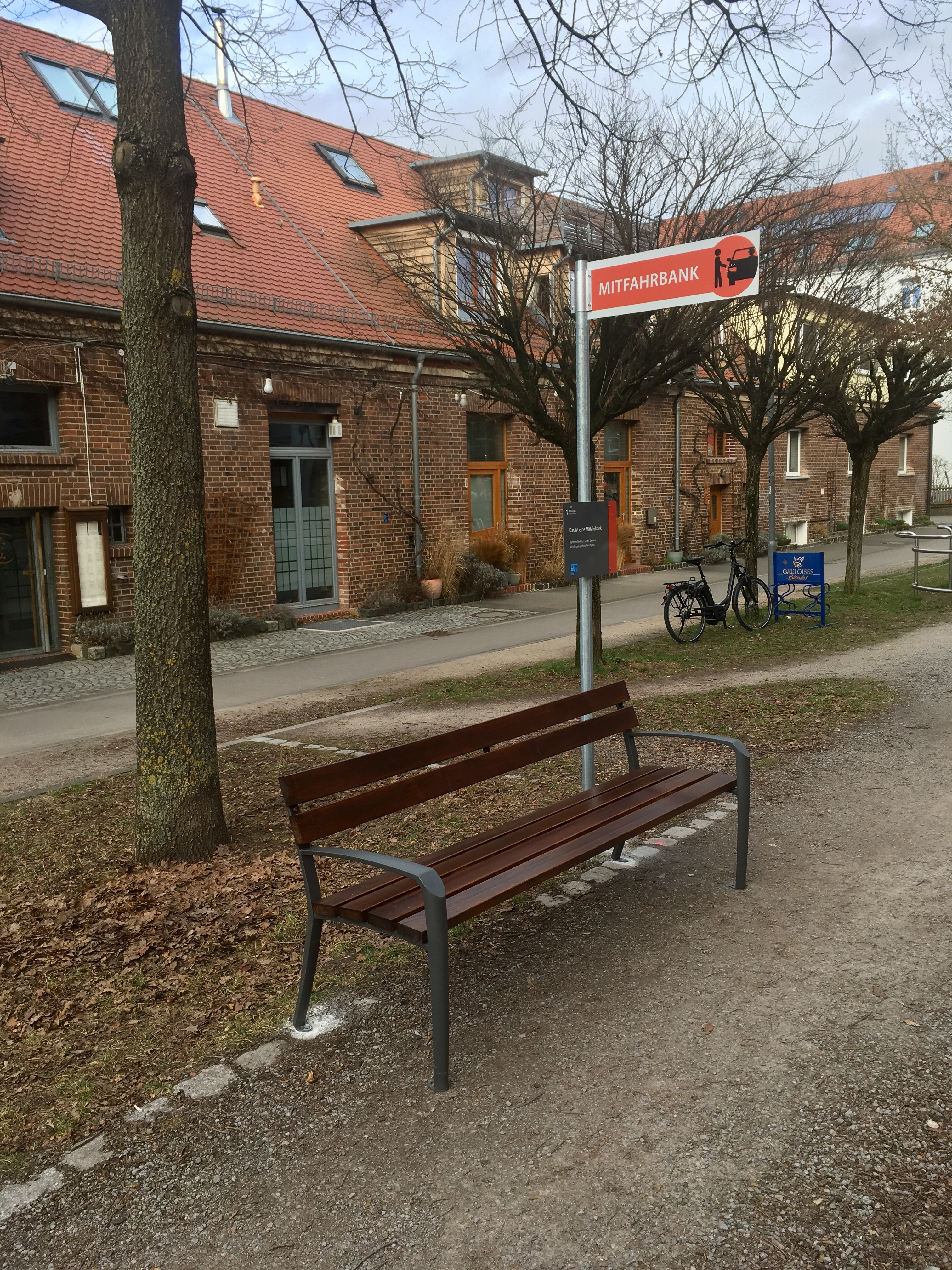
Mitfahrbank in Tübingen
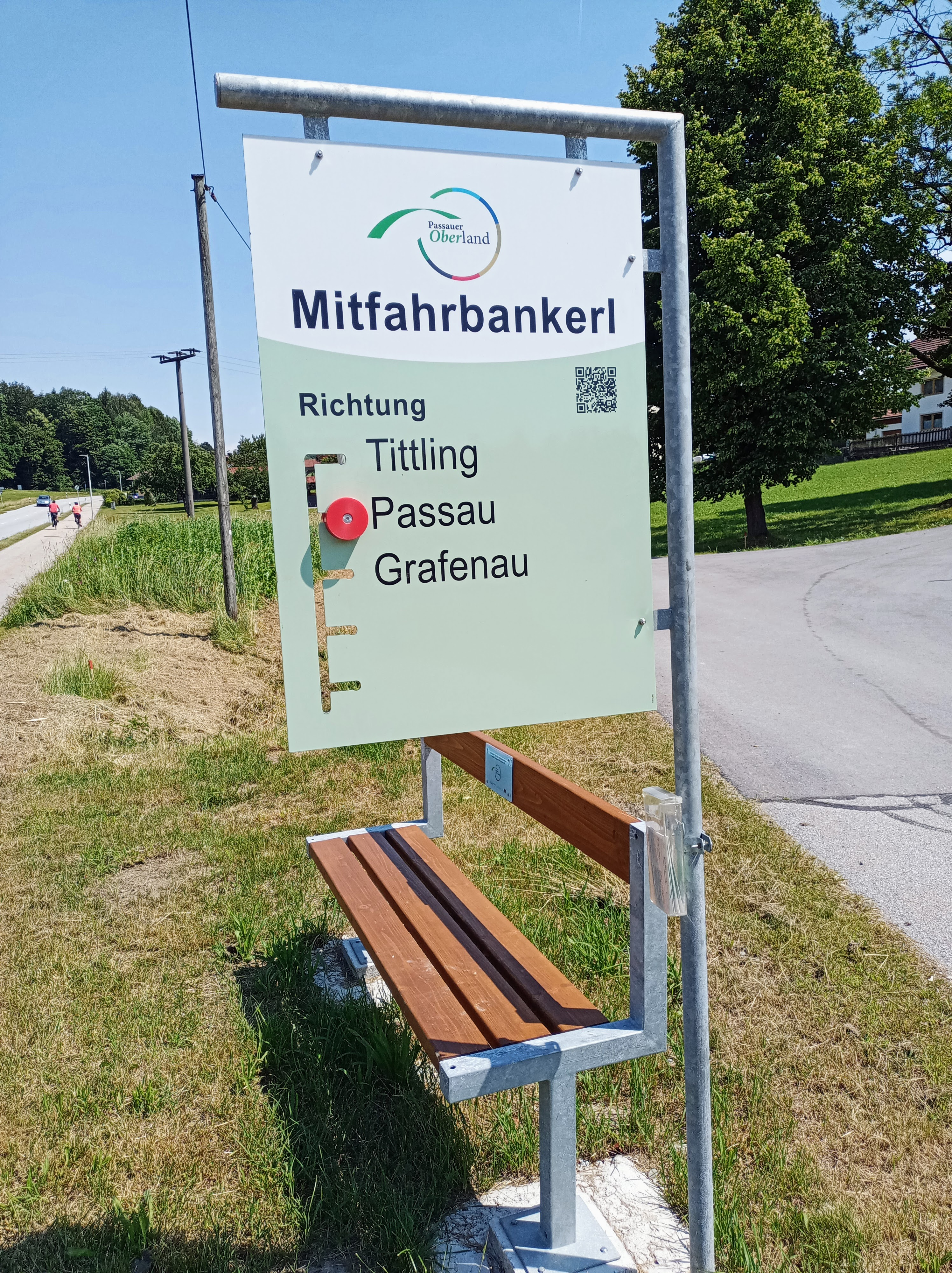
Mitfahrbank bei Rothau im Bayerischen Wald mit Auswahlmöglichkeit der Fahrrichtung